# Handelskollegiet
Handelskollegiet var ett av Stockholms stads borgmästarledda kollegier, grundade under 1700-talet.  De övriga var justitiekollegiet, politikollegiet och byggnings- och ämbetskollegiet.
Kollegiet hade bland annat ansvar för Stockholms stads handelsfrågor. Det utfärdade tillstånd för handel inom Stockholms stad, och bemötte klagomål, rättstvister  och andra frågor inom handelsyrken.